# Het Hogeland

Kommun Het Hogeland

Het Hogeland (groningska: t Hoogelaand) är en kommun i provinsen Groningen i Nederländerna. Kommunens totala area är 907,71 km² (där 424,89 km² är vatten) och invånarantalet är på 47 877 invånare (2018).
Kommunen skapades den 1 januari 2019 av kommunerna Bedum, De Marne, Eemsmond och Winsum (till stor del).